# Nathaniel Victor Rothschild
Nathaniel Victor Rothschild, (31 de octubre de  1910 - 20 de marzo de 1990), iii barón Rothschild, fue un alto ejecutivo de la empresa Royal Dutch Shell y de N M Rothschild & Sons y asesor de los gobiernos de Edward Heath y de Margaret Thatcher en el Reino Unido. Heredó su título por ser sobrino de Lionel Walter Rothschild.